# Rushville, Illinois
Rushville là một thành phố thuộc quận Schuyler, tiểu bang Illinois, Hoa Kỳ. Năm 2010, dân số của thành phố này là 3192 người.

## Dân số
Dân số qua các năm:
- Năm 2000: 3212 người.
- Năm 2010: 3192 người.